# Ligne 2 du métro de Lanzhou
 (août 2023).
Si vous disposez d'ouvrages ou d'articles de référence ou si vous connaissez des sites web de qualité traitant du thème abordé ici, merci de compléter l'article en donnant les références utiles à sa vérifiabilité et en les liant à la section « Notes et références ».
La ligne 2 du métro de Lanzhou est une ligne de métro à Lanzhou, en Chine. Mise en service le 29 juin 2023, elle est la seconde ligne du métro de Lanzhou à entrer en opération. Longue de 9,1 km, elle compte neuf stations.